# Neil Parish
Neil Parish (Bridgwater, 26 maggio 1956) è un politico britannico.
Dal 1999 al 2009 fece parte del Partito popolare europeo e Democratici europei. Dal 2007 al 2009 fu membro dell'ufficio di presidenza dei Democratici europei.
È stato membro della Commissione per l'occupazione e gli affari sociali e membro della Delegazione alla commissione parlamentare mista UE-Repubblica ceca (1999-2002), membro della Commissione per l'ambiente, la sanità pubblica e la politica dei consumatori e membro della Commissione per la pesca (2002-2004). 
Dal 2010 al 2022 è stato eletto alla Camera dei comuni nel collegio di Tiverton and Honiton con il Partito Conservatore. Il 29 aprile 2022 è stato sospeso dal partito per aver guardato materiale pornografico all'interno del Parlamento, ed il 4 maggio 2022 si è dimesso da parlamentare.